# Harry Larva
Harry Larva (Finlandia, 9 de septiembre de 1906-15 de noviembre de 1980) fue un atleta finlandés, especialista en la prueba de 1500 m en la que llegó a ser campeón olímpico en 1928.

## Carrera deportiva
En los JJ. OO. de Ámsterdam 1928 ganó la medalla de oro en los 1500 metros, con un tiempo de 3:53.2 segundos que fue récord olímpico, superando al francés Jules Ladoumègue y a su compatriota Eino Purje (bronce con 3:56.4 segundos).